# Ів Фреміон
Ів Фреміон (фр. Yves Frémion; нар. 14 червня 1947) — французький письменник і редактор французького науково-фантастичного журналу «Univers». Він також редагував ряд антологій і працював у комічному і гумористичному журналі «Fluide Glacial». У 1978 році здобув Велику премію уяви за оповідання «Маленька смерть, маленька подруга» (Petite mort, petite amie). У 1990 році отримав премію Жозефа Роні-старшого за роман «L'hétéradelphe de Gane». У 2002 році опублікував книгу «Оргазм історії: 3000 років стихійного повстання», який показує епізоди повстань протягом всієї історії. Він співпрацював з Еммануелем Жуаном у серії політичної фантастики та був членом групи письменників під назвою «Ліміте».
Він є членом Французької партії «Європа Екологія Зелені». У 1991—1994 роках був депутатом Європейського парламенту. У 1998—2010 роках — депутат Регіональної ради департаменту Іль-де-Франс.